# Gli applausi del mondo
Gli applausi del mondo (The World's Applause) è un film muto del 1923 diretto da William C. de Mille. Ambientato nell'ambiente teatrale di Broadway, fu scritto e sceneggiato da Clara Beranger. Aveva come interpreti principali Bebe Daniels, Lewis Stone, Kathlyn Williams e Adolphe Menjou. Le scene e costumi portano la firma di Paul Iribe, uno dei nomi più famosi della moda e dell'illustrazione francese.

## Trama

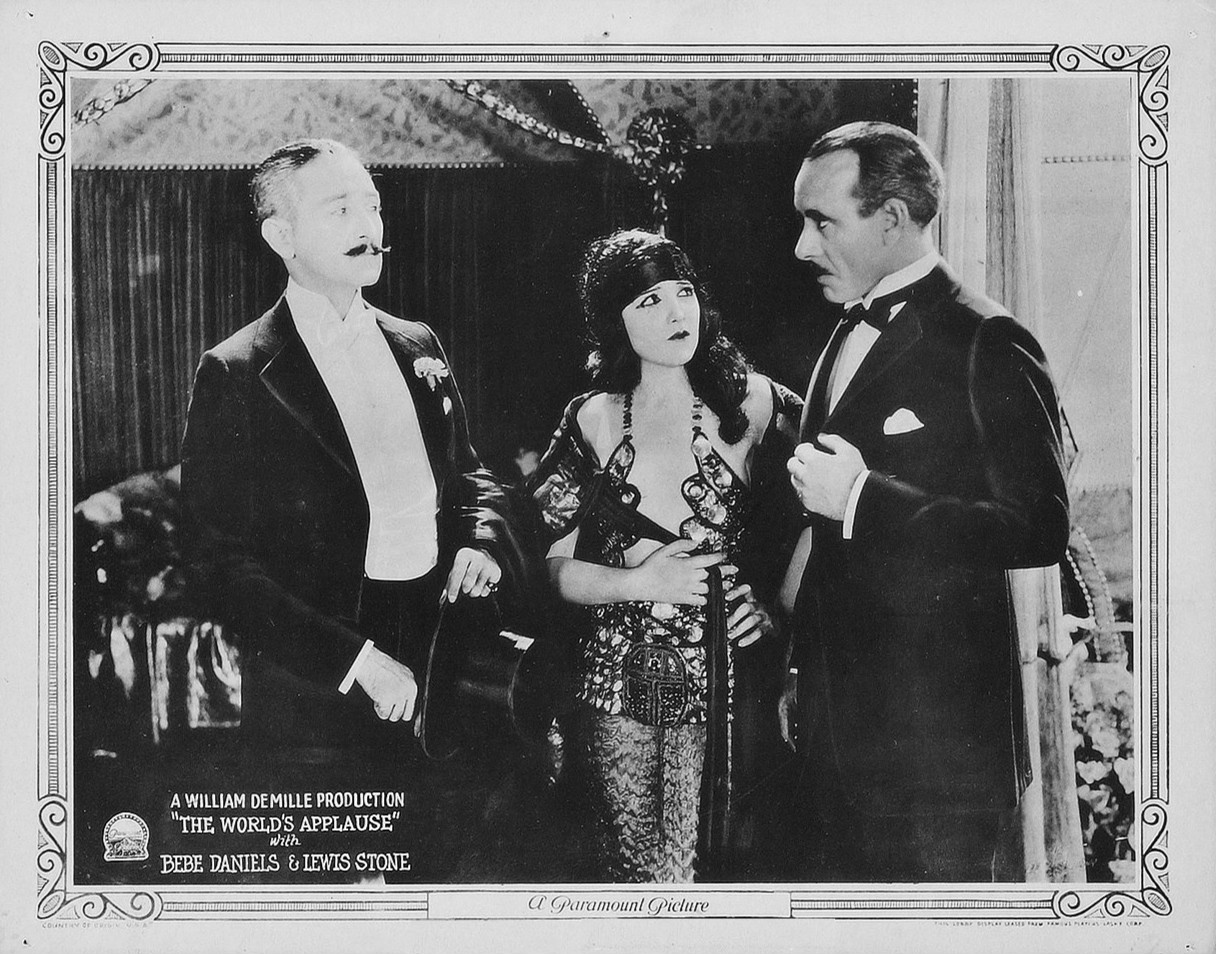
Adolphe Menjou, Bebe Daniels (vestita da Paul Iribe) e Lewis Stone

Stella dei palcoscenici di Broadway, Corinne d'Alys ama il successo e la fama e niente le pare più importante degli applausi che le vengono tributati. Così, non prende in considerazione le esortazioni del produttore John Elliott che la mette in guardia sulla sua brama smodata di notorietà. Elsa, la sorella di Elliott è sposata con Robert Townsend ma il marito, affascinato da Corinne, trascura la moglie per corteggiare la famosa attrice che accetta di buon grado le sue attenzioni. Elsa, travolta dalla gelosia, minaccia Townsend con un coltello e, accidentalmente, finisce per pugnalarlo. Del delitto viene accusato Elliott ma la sorella tace sulla propria colpevolezza. Nella storia viene coinvolta anche Corinne che diventa sempre più famosa ma, questa volta, solo perché coinvolta in uno scandalo. Alla fine, prima che il fratello venga arrestato, la vera colpevole confessa il suo crimine, discolpando l'innocente Elliott. Ristabilita la verità, John e Corinne possono pensare a trovare insieme la felicità.

## Produzione
Le riprese del film, prodotto dalla Famous Players-Lasky Corporation con il titolo di lavorazione Paths of Glory, iniziarono a metà settembre 1922.

## Distribuzione
Il copyright del film, richiesto dalla Famous Players-Lasky Corp., fu registrato il 3 gennaio 1923 con il numero LP18562.
Negli Stati Uniti, il film - presentato da Adolph Zukor - fu distribuito dalla Paramount Pictures il 29 gennaio 1923 dopo essere stato presentato in prima a Chicago il 14 gennaio 1923.
In Italia, distribuito dalla Paramount nel 1925, ottenne il visto di censura numero 22263.
Non si conoscono copie ancora esistenti della pellicola che viene considerata presumibilmente perduta.